# 주택개발위원회
주택개발위원회(Housing and Development Board, HDB)는 싱가포르의 공영 주택을 담당하는 국가개발부 산하 법정 위원회이다. 1950년대 후반 싱가포르 개선 신탁(SIT)의 공공 주택 책임을 인수할 권한을 확립하려는 노력의 결과로 1960년에 설립된 HDB는 주택개발위원회가 세워진지 처음 몇 년은 긴급 주택 건설과 캄퐁 주민들의 공공 주택으로의 재정착에 중점을 두었다.
이 위원회의 관심 분야는 1960년대 후반부터 개선된 설비를 갖춘 HDB 건물 아파트와 판매용으로 바뀌었다. 1970년대부터 지역 사회의 결속력을 강화하고 주민의 의견을 수렴하기 위한 노력을 시작했다. 1990년대와 2000년대에 HDB는 성숙한 부동산을 위한 업그레이드 및 재개발 계획은 물론 민간 개발자와 협력하여 다양한 소득 계층을 수용할 목적으로 새로운 유형의 주택을 도입했다. HDB는 2000년대 싱가포르 주택 시장에 더 적합하도록 2003년에 개편되었다. 2000년대와 2010년대에 업그레이드 계획에 주민들을 참여시키려는 노력이 증가했으며, HDB도 2010년대 초반부터 태양광 패널 설치 작업을 시작했다.
HDB는 12명의 이사회와 건물, 부동산, 기업 부문의 3개 부서로 구성되어 있다. 공공 주택 공급 외에도 HDB는 싱가포르의 토지 매립 작업을 처리하고 싱가포르의 국가 자원 비축 기반 시설을 유지 관리한다.
HDB는 또한 HDB가 지불하는 구매 가격이 과거 유보금으로 들어가는 정부로부터 국유 토지의 주요 구매자이다.

## 같이 보기
- 싱가포르의 공영 주택
- HLM (주택) (프랑스)